# Patricia Heaton
Patricia Helen Heaton (Bay Village, 4 de março de 1958) é uma atriz estadunidense, conhecida por interpretar Debra Barone na série Everybody Loves Raymond (1996–2005), da CBS, e Frances “Frankie” Heck, na série The Middle (2009–2018), da ABC.

## Biografia
Patricia Heaton é filha de Patricia Hurd e Heaton Chuck, que era um jornalista esportivo para o periódico Plain Dealer. Ela foi criada como uma católica devota. Heaton tem três irmãs, Sharon, Alice, e Frances, e um irmão, Michael, que é o "Ministro da Cultura" colunista do Plain Dealer e um escritor para a revista Friday Magazine.
Enquanto frequentava a Universidade Estadual de Ohio, ela se tornou um membro da Delta Sorority Gama. Mais tarde, ela se formou com um B.A. em drama.

## Carreira
Em 1980, mudou-se para Nova York para estudar drama com professor William Esper. Quando o Stage Three trouxe uma de suas produções para Los Angeles, Heaton chamou a atenção de um diretor de elenco para o Thirtysomething, um drama da ABC. Ela foi lançada como uma oncologista, levando a seis aparições na série de 1989 a 1991. 

### Estrela da fama
Ela recebeu uma estrela na Calçada da Fama de Hollywood em 22 de maio de 2012. A estrela está localizada em 6533 Hollywood Blvd. Em frente aos apartamentos Hudson.

## Vida pessoal
Heaton é casada desde 1990 com o ator britânico David Hunt. Seu primeiro casamento (1984-1987) terminou em divórcio. Heaton e Hunt tem quatro filhos: Samuel David (nascido em setembro de 1993), John Basil (nascido em maio de 1995), Joseph Charles (nascido em 2 de junho de 1997), e Daniel Patrick (nascido em 20 de janeiro de 1999). Eles dividem seu tempo entre Los Angeles e Buckinghamshire, onde possui uma casa, assim como uma casa em sua cidade natal, Bay Village.

## Filmografia

### Cinema
| Ano  | Título                      | Papel                      | Nota               |
| ---- | --------------------------- | -------------------------- | ------------------ |
| 1992 | Memoirs of an Invisible Man | Ellen                      |                    |
| 1992 | Beethoven                   | Brie                       |                    |
| 1994 | The New Age                 | Anna                       |                    |
| 1996 | Space Jam                   | Esposa no Jogo de Basquete |                    |
| 2007 | Amazing Grace               |                            | Produtora do filme |
| 2014 | Moms' Night Out             | Sondra                     |                    |
| 2017 | The Star                    | Edith, a vaca              | voz                |

### Televisão
| Ano       | Título                  | Papel                     | Nota                                 |
| --------- | ----------------------- | ------------------------- | ------------------------------------ |
| 1989      | Alien Nation            | Amanda Russell            | Episódio: "The Red Room"             |
| 1989–91   | Thirtysomething         | Dra. Silverman            | 6 episódios                          |
| 1990      | Matlock                 | Ellie Stanford            | Episódio: "The Brothers"             |
| 1991      | DEA                     | Paula Werner              | Episódio: "The Fat Lady Sings Alone" |
| 1992–93   | Room for Two            | Jill Kurland              | 26 episódios                         |
| 1994      | Someone Like Me         | Jean Stepjak              | 5 episódios                          |
| 1995      | Women of the House      | Natalie Hollingsworth     | 11 episódios                         |
| 1996      | Party of Five           | Robin Merrin              | 2 episódios                          |
| 1996–2005 | Everybody Loves Raymond | Debra Barone              | 209 episódios                        |
| 1999      | The King of Queens      | Debra Barone              | Episódio: "Dire Strayts"             |
| 2004      | Danny Phantom           | Cozinheira Fantasma (voz) | Episódio: "Mystery Meat"             |
| 2006      | The Path to 9/11        | Embaixadora Bodine        | Minissérie                           |
| 2007–08   | Back to You             | Kelly Carr                | 17 episódios                         |
| 2009–18   | The Middle              | Frankie Heck              | Papel principal                      |
| 2011      | Easy to Assemble        | Srta. Hullestaad          | 3 episódios                          |

### Telefilmes
| Ano  | Título                           | Papel             | Nota         |
| ---- | -------------------------------- | ----------------- | ------------ |
| 1990 | Shattered Dreams                 | Dotti (velha)     |              |
| 1997 | Miracle in the Woods             | Wanda Briggs      |              |
| 2001 | A Town Without Christmas         | M.J. Jensen       |              |
| 2004 | The Goodbye Girl                 | Paula McFadden    |              |
| 2005 | The Engagement Ring              | Sara Rosa Anselmi |              |
| 2006 | Untitled Patricia Heaton Project | Janet Daily       | Piloto de TV |
| 2008 | Front of the Class               | Ellen Cohen       |              |

## Prêmios e indicações

### Prémios Emmy do Primetime
| Ano  | Categoria                                                 | Trabalho                | Resultado |
| ---- | --------------------------------------------------------- | ----------------------- | --------- |
| 1999 | Emmy do Primetime para melhor atriz numa série de comédia | Everybody Loves Raymond | Indicado  |
| 2000 | Emmy do Primetime para melhor atriz numa série de comédia | Everybody Loves Raymond | Venceu    |
| 2001 | Emmy do Primetime para melhor atriz numa série de comédia | Everybody Loves Raymond | Venceu    |
| 2002 | Emmy do Primetime para melhor atriz numa série de comédia | Everybody Loves Raymond | Indicado  |
| 2003 | Emmy do Primetime para melhor atriz numa série de comédia | Everybody Loves Raymond | Indicado  |
| 2004 | Emmy do Primetime para melhor atriz numa série de comédia | Everybody Loves Raymond | Indicado  |
| 2005 | Emmy do Primetime para melhor atriz numa série de comédia | Everybody Loves Raymond | Indicado  |

### Prémios Screen Actors Guild
| Ano  | Categoria                                                     | Trabalho                | Resultado |
| ---- | ------------------------------------------------------------- | ----------------------- | --------- |
| 1999 | Na categoria melhor performance de elenco em série de comédia | Everybody Loves Raymond | Indicado  |
| 2000 | Na categoria melhor performance de elenco em série de comédia | Everybody Loves Raymond | Indicado  |
| 2002 | Na categoria melhor performance de elenco em série de comédia | Everybody Loves Raymond | Indicado  |
| 2003 | Na categoria melhor performance de elenco em série de comédia | Everybody Loves Raymond | Venceu    |
| 2004 | Na categoria melhor performance de elenco em série de comédia | Everybody Loves Raymond | Indicado  |
| 2005 | Na categoria melhor performance de elenco em série de comédia | Everybody Loves Raymond | Indicado  |
| 2006 | Na categoria melhor performance de elenco em série de comédia | Everybody Loves Raymond | Indicado  |

| Ano  | Categoria                                     | Trabalho                | Resultado |
| ---- | --------------------------------------------- | ----------------------- | --------- |
| 2002 | Na categoria melhor atriz em série de comédia | Everybody Loves Raymond | Indicado  |
| 2003 | Na categoria melhor atriz em série de comédia | Everybody Loves Raymond | Indicado  |
| 2005 | Na categoria melhor atriz em série de comédia | Everybody Loves Raymond | Indicado  |
| 2006 | Na categoria melhor atriz em série de comédia | Everybody Loves Raymond | Indicado  |

| Ano  | Categoria        | Trabalho                                             | Resultado |
| ---- | ---------------- | ---------------------------------------------------- | --------- |
| 2005 | The Goodbye Girl | Na categoria melhor atriz em minissérie ou telefilme | Indicado  |

### Satellite Awards
| Ano  | Categoria                                   | Trabalho    | Resultado |
| ---- | ------------------------------------------- | ----------- | --------- |
| 2007 | Melhor atriz em série musical ou de comédia | Back to You | Indicado  |

### Critics' Choice Television Award
| Ano  | Categoria                        | Trabalho   | Resultado |
| ---- | -------------------------------- | ---------- | --------- |
| 2011 | Melhor atriz em série de comédia | The Middle | Indicado  |